# MTV Video Music Award – teledysk rapowy
Poniższa lista przedstawia kolejnych zwycięzców nagrody MTV Video Music Awards w kategorii Best Rap Video.
| Rok  | Wykonawca                                                | Piosenka                      |
| ---- | -------------------------------------------------------- | ----------------------------- |
| 1989 | DJ Jazzy Jeff & The Fresh Prince                         | Parents Just Don't Understand |
| 1990 | MC Hammer                                                | U Can't Touch This            |
| 1991 | LL Cool J                                                | Mama Said Knock You Out       |
| 1992 | Arrested Development                                     | Tennessee                     |
| 1993 | Arrested Development                                     | People Everyday               |
| 1994 | Snoop Doggy Dogg                                         | Doggy Dogg World              |
| 1995 | Dr. Dre                                                  | Keep Their Heads Ringin'      |
| 1996 | Coolio (wraz z LV)                                       | Gangsta's Paradise            |
| 1997 | The Notorious B.I.G. (Puff Daddy & The Family Accepting) | Hypnotize                     |
| 1998 | Will Smith                                               | Gettin' Jiggy Wit It          |
| 1999 | Jay-Z (wraz z Ja Rule & Amil-lion)                       | Can I Get A...                |
| 2000 | Dr. Dre (wraz z Eminem)                                  | Forgot About Dre              |
| 2001 | Nelly                                                    | Ride Wit Me                   |
| 2002 | Eminem                                                   | Without Me                    |
| 2003 | 50 Cent                                                  | In Da Club                    |
| 2004 | Jay-Z                                                    | 99 Problems                   |
| 2005 | Ludacris                                                 | Number One Spot               |
| 2006 | Chamillionaire (wraz z Krayzie Bone)                     | Ridin                         |